# Рывлин, Аркадий Исаакович
Арка́дий Исаа́кович Ры́влин (5 [18] ноября 1915, Киев — 8 апреля 2007, США) — поэт.

## Биография
Родился 18 ноября 1915 года в Киеве.
В 1938 году окончил Киевский индустриальный институт. Работал инженером-технологом на заводе тяжёлого станкостроения, на заводах Урала, на заводе «Ленинская кузня» (Киев).
Руководил литературными студиями в Киевском политехническом и Киевском медицинском институтах. Член Союза писателей СССР с 1948 года.
В начале 1990-х годов эмигрировал в США.
Умер в США 8 апреля 2007; похоронен на кладбище Golden Hill (Лейквуд, Колорадо).

### Семья
Жена — Мария Зельмановна (Семёновна) Вейцблит (21.6.1922, Херсон — 8.8.2005, Денвер, Колорадо).

## Творчество
автор нескольких сборников.
Среди наиболее известных стихотворений — «Цветы от Маяковского», «Женщина Рубенса» и другие.
Будучи в США, продолжал писать стихи, сценарии. Печатался в «Новом русском слове», в «Панораме» и других журналах. Издал книгу «Плач по нерожденному», посвящённую памяти Бабьего Яра.

### Избранные публикации
- Рывлин А. И. Флажки на карте : Стихи. — [Киев] : Рад. письменник, 1948. — 68 с. — (Содерж.: Флажки на карте; Разделы: Дорога на корабельню; Верность; Своя семья)
- Рывлин А. И. Весенний горизонт : Стихотворения. — Киев : Молодь, 1950. — 88 с. — (Разделы: Стихи о моих соседях; Переезд через горы; Начало пути; Поэма; Верность; Рассветный Кут; Школа мира)
- Рывлин А. И. Зарницы : Стихи. — Киев : Рад. письменник, 1953. — 118 с. — (Циклы: Утро; Счастливой дороги)
- Рывлин А. И. Стихи о тебе. — М.: Сов. писатель, 1956. — 117 с.
- Рывлин А. И. Говорящие письма : Стихи. — Киев : Рад. письменник, 1955. — 140 с.
- Рывлин А. И. Люблю и верю : [Стихи]. — Киев : Рад. письменник, 1958. — 170 с. — (Циклы: Октябрины юности моей; Звезды в воде; Шар голубой)
- Рывлин А. И. Нетерпенье : Стихи. — Москва : Сов. писатель, 1963. — 143 с. — (Циклы: Как я смотрю; Симфония одного двора и другие; Медленная молния; Шире окна!; Жар-птица; Человек пошел; Бунт зарниц; Мед из камня)
- Рывлин А. И. Пока есть время : Стихи. — Киев : Рад. письменник, 1965. — 215 с. — (Циклы: Адреса времени; Чёрный снег; Алые паруса; Танец маленьких лебедей; Яблони Довженко; Зелёная звонница; Цветы от Маяковского: Поэма)
- Рывлин А. И. Взаимность : Стихи. — Киев : Рад. письменник, 1971. — 159 с. — (Содерж.: Поэма о расстрелянной пластинке; Циклы: Зима уходящая; Пригородный рассвет; Девочки и море; Стихи о любви). — 8000 экз.
- Рывлин А. И. Автограф корабля : Стихи. — Киев : Рад. письменник, 1974. — 175 с. — (Циклы: Под парусом белых акаций; Зимние признания в любви; Как вызвать солнце; Я люблю тебя, Алена; Мое эхо). — 7000 экз.
- Рывлин А. И. Лейтмотив. — 1980.
- Рывлин А. И. Поздний ледоход : Стихотворения и поэмы. — Киев : Дніпро, 1983. — 206 с. — (Циклы: Рассветные трамваи; Музыка зимы; Николаевская белая акация; Город красного луча; Несокращаемые слова; Рассветы Гусь-Хрустального; Стихи о любви; Очарованный Очаковым; Если я забуду; Поэмы: Поэма о расстрелянной пластинке; Айседора Дункан; Алена Арзамасская; Цветы от Маяковского). — 10000 экз.
- Рывлин А. И. Вечерняя почта : [Стихи]. — Киев : Рад. письменник, 1985. — 199+8 с. — 6000 экз.